# Oddone Tomasi
Oddone Tomasi (Rovereto, 12 febbraio 1884 – Arco, 1º gennaio 1929) è stato un pittore e incisore italiano.
Si è dedicato soprattutto ai ritratti, ai paesaggi, alle nature morte e all'arte sacra. Ha fatto parte del Circolo artistico trentino fondato da Luigi Bonazza e dell'Accademia Roveretana degli Agiati.

## Biografia
Oddone Tomasi nasce a Rovereto il 12 febbraio 1884. Studia alla Scuola Reale Elisabettina, dove ha come maestro di disegno Luigi Comel, all'Institut Lutz di San Gallo in Svizzera, all'Accademia di belle arti di Roma (1903) e all'Accademia delle belle arti di Monaco (1904–1905). Fra il 1906 e il 1912 completa gli studi all'Accademia di Vienna. Tornato in Italia, aderisce al Circolo artistico trentino fondato nel 1912 da Luigi Bonazza, a cui partecipano anche Luigi Ratini, Stefano Zuech, Camillo Bernardi, Ermete Bonapace, Cesare Covi, Luigi Pizzini, Davide Rigatti, Ettore Sottsass senior e Giorgio Wenter Marini. Muore di tubercolosi il 1º gennaio 1929 ad Arco.

## Opere

Il farmacista Beppe Bertagnolli, 1907
Ritratto di Vittorio Emanuele III, 1918
Ritratto di Vittorio Emanuele III, 1918
Scorcio di Gardolo, 1920